# Jujubinus karpathoensis
Jujubinus karpathoensis là một loài ốc biển, là động vật thân mềm chân bụng sống ở biển thuộc họ Trochidae, họ ốc đụn. Like all other trochids, these snails have coiled shells in the adult stage.